# Odessa (álbum de Bee Gees)

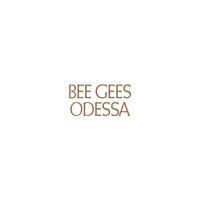
Portada de Odessa, de los Bee Gees

Odessa es el sexto álbum de estudio de los Bee Gees, lanzado como un doble LP en marzo de 1969. Es considerado uno de los mejores álbumes del grupo y de la historia de la música. Se encuentra en la lista de los 1001 Álbumes que debes oír antes de morir, en su reedición de 2018.

## Contexto

### Grabación
Los Bee Gees entraron a los estudios Atlantic de Nueva York a mediados de 1968, para grabar el que sería su sexto álbum de estudio. Las grabaciones terminaron en los IBC Studios de Londres. El grupo venía de realizar una gira.

### Lanzamiento
El LP doble se lanzó el 30 de marzo de 1969. Como sencillo se lanzó la canción First of May.
Después de la grabación del álbum, el guitarrista Vince Melouney dejó el grupo amigablemente queriendo tener una dirección más dirigida hacia el blues. Antes del lanzamiento hubo desacuerdos sobre que canción iba a ser lanzada como el sencillo del álbum (el tema de Robin Gibb "Lamplight" perdió el lugar sobre "First of May" de Barry). Esto llevó a que Robin también dejara el grupo en 1969, aunque vuelve a mediados de 1970.

### Portada
"Odessa" fue inicialmente lanzado en una funda de terciopelo con relieves y letras doradas en su cubierta de color carmesí, la misma de la funda que contenía el LP. Debido a las reacciones alérgicas de algunas personas, este diseño fue retirado. En su lugar se dejó la portada de fondo rojo y letras doradas que se conoce hoy.

## Legado
Este álbum se considera como de los primeros de rock sinfónico y ópera rock. También es considerado como el Sgt. Peppers Lonely Hearts Club Band de los Bee Gees.

## Lista de canciones
Todas las canciones escritas por Barry, Robin y Maurice Gibb.
1. "Odessa (City on the Black Sea)" – 7:33
2. "You'll Never See My Face Again" – 4:17
3. "Black Diamond" – 3:29
4. "Marley Purt Drive" – 4:26
5. "Edison" – 3:06
6. "Melody Fair" – 3:50
7. "Suddenly" – 2:30
8. "Whisper Whisper" – 3:25
9. "Lamplight" – 4:47
10. "Sound of Love" – 3:29
11. "Give Your Best" – 3:28
12. "Seven Seas Symphony" – 4:10
13. "With All Nations (International Anthem)" – 1:47
14. "I Laugh in Your Face" – 4:10
15. "Never Say Never Again" – 3:29
16. "First of May" – 2:50
17. "The British Opera" – 3:16

Un relanzamiento del sencillo LP a mediados de los 70 eliminó los temas 3, 5, 7, 8, 9, 12, y 17. Luego la edición en CD y casete omitieron la canción "With All Nations (International Anthem)".

## Colaboradores
- Barry Gibb: voz, guitarra
- Robin Gibb: voz
- Maurice Gibb: voz, bajo, teclado
- Vince Melouney: guitarra principal
- Colin Petersen: batería